# Warner Music Group
Warner Music Group (WMG) é um conglomerado norte-americano multinacional, de entretenimento e de selos musicais, com sede em Nova York. Considerada o maior conglomerado norte-americano, é a terceira entre as três maiores gravadoras do mundo, as outras duas são: Universal Music, a primeira, e a Sony Music Entertainment, a segunda maior. A empresa possui as maiores e mais bem sucedidas gravadoras, incluindo os selos próprios: Warner Records e Atlantic Records. Em 2013, a Warner Music Group adquiriu um conjunto de ativos vendidos pela Universal Music Group sobre a aquisição da EMI Music Group incluindo a Parlophone Records.
De 2008 até o momento atual, a WMG vem recebendo críticas do mundo todo por censurar os vídeos do YouTube, o que tem diminuído consideravelmente sua credibilidade e a venda de discos de seus contratados.
Em maio de 2011, o grupo Access Industries assumiu o controle acionário da empresa em uma negociação de 3,3 bilhões de dólares, assumindo uma dívida de mais de 1 bilhão e 900 milhões de dólares.

## Warner Classics
Warner Classics é uma subsidiária da Warner Music Group, cujo foco é a música erudita. Está sediada em Paris. Em 2013, quando da aquisição do Parlophone Label Group pela WMG, o catálogo da extinta EMI Classics passou à Warner Classics. Entre os artistas do selo estão: Emmanuel Pahud, Piotr Anderszewski, Antonio Pappano, entre grupos como a Orquestra dell’Accademia Nazionale di Santa Cecilia, L’Arpeggiata e o Coro de Monges Beneditinos do Mosteiro de Santo Domingo de Silos. Além de conter em seu catálogo álbuns de artistas como Nigel Kennedy, Kiri Te Kanawa, Itzhak Perlman, Simon Rattle, André Previn, Riccardo Muti, e gravações históricas de Mstislav Rostropovich, Maria Callas, Victoria de los Angeles, Dame Elisabeth Schwarzkopf, Jacqueline du Pré, Herbert von Karajan, Otto Klemperer, Adrian Boult, John Barbirolli, e Yehudi Menuhin.

## Atlantic Records
A Atlantic Records é uma subsidiária da WMG, cujo foco inicial era o jazz. Foi fundada em 1947 por Ahmet Ertegun e Herb Abramson. Atualmente seu portfólio de artistas conta com artistas como Ariel Donato, Bruno Mars, Melanie Martinez, Laura Pausini, Coldplay, Jason Mraz, Ed Sheeran, Wiz Khalifa, janelle Monáe, Skrillex, Trey Songz, Cardi B e Hunter Hayes, além de já ter gravações de nomes como Marina Sena, MC Cabelinho, Aretha Franklin, Led Zeppelin, Ray Charles, Otis Redding, The Rolling Stones, Cher, Genesis, Cream, Rush, Mr. Big e Mike Stern.